# Walter Scharf
Walter Scharf (Nova Iorque, 1 de agosto de 1910 - Brentwood, 24 de fevereiro de 2003) foi um compositor norte-americano que trabalhou com muitos cineastas, entre eles Frank Tashlin e Jerry Lewis.

## Filmografia selecionada
- Josette (1938)
- Hit Parade of 1941 (1940)
- Thumbs Up (1943)
- Someone to Remember (1943)
- In Old Oklahoma (1943)
- The Fighting Seabees (1944)
- The Lady and the Monster
- Atlantic City (1944)
- Lake Placid Serenade (1944)
- Earl Carroll Vanities (1945)
- The Cheaters (1945)
- Mexicana (1945)
- Dakota (1945)
- I've Always Loved You (1946)
- Casbah (1948)
- The Saxon Charm (1948)
- City Across the River (1949)
- Red Canyon (1949)
- Take One False Step (1949)
- Yes Sir, That's My Baby (1949)
- Buccaneer's Girl (1950)
- Sierra (1950)
- South Sea Sinner (1950)
- Deported (1950)
- The Court Jester (1955)
- Time Table (1956)
- Three Violent People (1957)
- The Joker Is Wild (1957)
- The Geisha Boy (1958)
- Don't Give Up the Ship (1959)
- The Bellboy (1960)
- Cinderfella (1960)
- The Ladies Man (1961)
- The Errand Boy (1961)
- It's Only Money (1962)
- My Six Loves (1963)
- The Nutty Professor (1963)
- Honeymoon Hotel (1964)
- Where Love Has Gone (1964)
- Funny Girl (1968)
- Pendulum (1969)
- If It's Tuesday, This Must Be Belgium (1969)
- The Cheyenne Social Club (1970)
- Willy Wonka & the Chocolate Factory (1971)
- Ben (1972)
- Walking Tall (1973)
- Walking Tall Part 2 (1975)
- Walking Tall: Final Chapter (1977)
- When Every Day Was the Fourth of July (1978)
- The Triangle Factory Fire Scandal (1979)
- The Scarlett O'Hara War (1980)
- Twilight Time (1982)